# Helmut Berger
Helmut Berger, pseudonimo di Helmut Steinberger (Bad Ischl, 29 maggio 1944 – Salisburgo, 18 maggio 2023), è stato un attore e modello austriaco.
Helmut Berger fu attore in due dei tre film della cosiddetta "Trilogia tedesca" di Luchino Visconti, definita tale in quanto fece trasparire una profonda conoscenza della cultura e della storia germaniche, con La caduta degli dei (1969) e Ludwig (1973). 

## Biografia
Helmut Berger nacque in una famiglia di albergatori e da ragazzo frequentò un collegio nella città austriaca di Feldkirch. Successivamente lavorò per qualche tempo nel settore alberghiero e della ristorazione, pur non avendo alcun interesse nei confronti di quel genere di attività. All'età di 18 anni si trasferì a Londra, dove si mantenne con occupazioni occasionali e posando come modello, prendendo nel frattempo lezioni di recitazione. Si trasferì quindi in Italia, dove frequentò i corsi di teatro all'Università per stranieri di Perugia. Si spostò successivamente a Roma, dove lavorò come modello e assistente cinematografico.
Nel 1964, durante le riprese del film Vaghe stelle dell'Orsa..., incontrò il regista Luchino Visconti, evento che rappresentò il punto di svolta per la vita privata e professionale di Berger: tra i due cominciò una relazione che avrà termine solo con la morte del regista milanese. Diretto da Visconti, Berger affrontò il suo primo ruolo da attore nell'episodio La strega bruciata viva del film Le streghe (1967), mentre l'anno seguente ebbe la sua prima parte da protagonista nel film I giovani tigri (1968), diretto dal regista Antonio Leonviola.

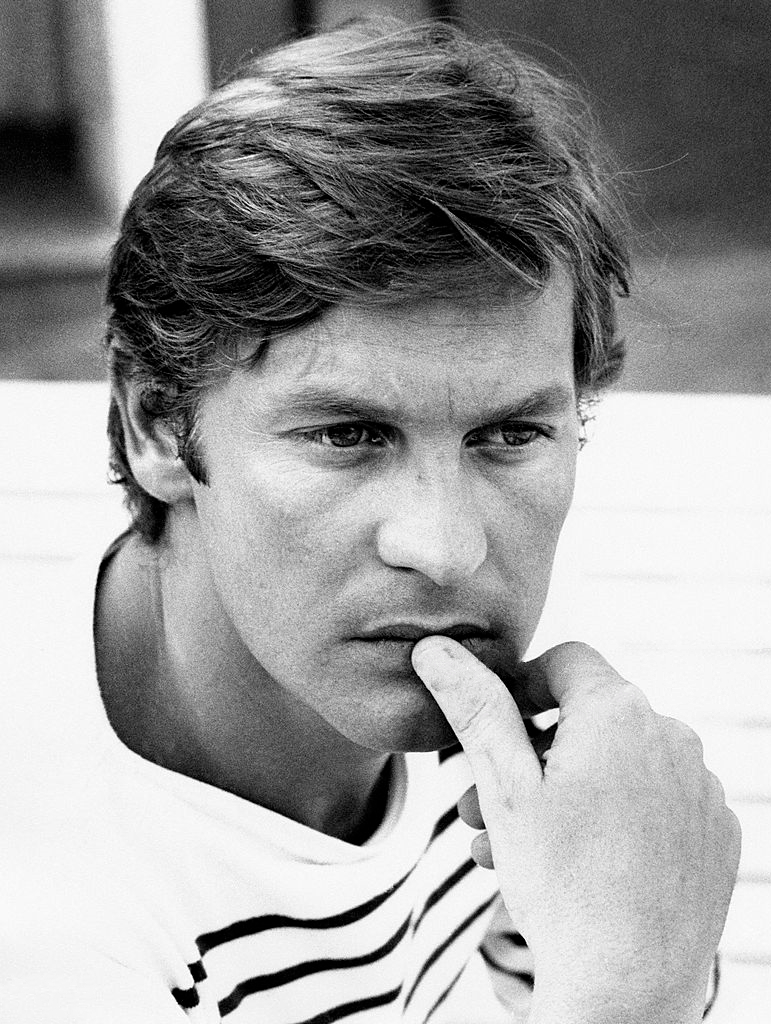
Helmut Berger nel 1973

Il successo giunse con La caduta degli dei (1969), diretto nuovamente da Visconti, il quale gli affidò la parte del nevrotico e decadente personaggio di Martin von Essenbeck. Il regista gli farà poi interpretare il ruolo dell'infelice sovrano Ludovico II di Baviera nel film Ludwig (1973), nonché quello del cinico Konrad in Gruppo di famiglia in un interno (1974). Berger lavorò anche con Vittorio De Sica in Il giardino dei Finzi Contini (1970), vincitore del premio Oscar 1972 per il miglior film straniero e, sempre nel 1972, con Nelo Risi ne La colonna infame, basato sul saggio Storia della colonna infame di Alessandro Manzoni. Nel 1975 fu il protagonista maschile di Salon Kitty di Tinto Brass, e l'anno dopo del film Una romantica donna inglese (1976), diretto dal regista britannico Joseph Losey.
Dopo la scomparsa di Visconti nel 1976, Berger entrò in un periodo di forte depressione (dichiarò di "essere divenuto vedovo a soli 32 anni") che, unitamente agli eccessi di una vita sregolata, lo costrinse a più di una sosta forzata, la prima nel 1977, quando rischiò di morire per eccesso di stupefacenti. L'amico Claude Chabrol ingaggiò Berger nel 1980 nell'adattamento televisivo del romanzo Fantômas, anche se con molte difficoltà. L'attore dovette affrontare sia la crisi cinematografica italiana sia il proprio precoce declino fisico, e la mancanza di scritture lo costrinse a dirigere il suo percorso lavorativo al piccolo schermo e a film di poco rilievo (tra cui Mia moglie è una strega di Castellano e Pipolo). Durante gli anni ottanta partecipò alla terza stagione statunitense della serie TV Dynasty, e al film di guerra Code Name: Emerald, per poi tornare in Italia nel 1989 e impersonare Egidio nello sceneggiato TV I Promessi Sposi.
Nel 1990 Francis Ford Coppola lo scritturò per Il Padrino III, affidandogli il ruolo di Frederick Keinszig, un ricco e potente banchiere svizzero. Ma fu un'importante collaborazione musicale a riportare Berger alla notorietà nel 1992: egli lavorò infatti, con Madonna nel controverso video musicale di Erotica. Nel 1993 ritrovò dopo molti anni un ruolo da protagonista nel film tedesco Ludwig 1881, interpretando ancora il personaggio di Ludovico II.
In seguito partecipò da protagonista al film drammatico Blutsfreundschaft (2009), presentato nel 2010 al Festival del Cinema di Berlino, in cui interpretò il ruolo del proprietario di una lavanderia che ha una relazione con un militante neo-nazista. Nell'ottobre del 2012 tornò in TV nel reality televisivo tedesco Ich bin ein Star – Holt mich hier raus!, della TV RTL, apparizione che destò molte polemiche soprattutto per le sconcertanti condizioni fisiche in cui apparve l'attore il quale, dopo poche puntate, abbandonò il programma proprio per problemi di salute. Nel 2013 tornò al cinema con il film Il violinista del diavolo di Bernard Rose, mentre nel 2014 fece parte del cast del film francese Saint Laurent, del regista Bertrand Bonello, in cui impersonò il grande stilista nei suoi ultimi anni di vita.
Helmut Berger è morto nella sua casa di Salisburgo il 18 maggio 2023, appena undici giorni prima di compiere 79 anni. È sepolto nel cimitero di Bad Ischl.

## Vita privata
Berger, che parlava tedesco, francese, inglese e italiano, era apertamente bisessuale. Agli inizi della carriera l'attore ebbe un'importante relazione sentimentale col regista italiano Luchino Visconti, durata sino alla morte di quest'ultimo nel 1976. Il 19 novembre 1994, all'età di 50 anni, con l'applicazione dell'art. 13 da lui richiesto al Vaticano e concessogli da monsignore Virgilio La Rosa, sposò in Comune e nella Chiesa di san Felice Martire a Roma la scrittrice, regista e articolista Francesca Guidato in comunione dei beni. Il matrimonio fu tempestoso, principalmente a causa dei problemi di Berger con l'alcolismo, delle scenate di gelosia e di un suo tradimento; la coppia, separatasi nel 1997, continuò un rapporto altalenante fino al 2012, ma non divorziò mai. Nell'agosto 2015 Berger sembrava essersi sposato con l'amico Florian Wess e venne di conseguenza denunciato dalla moglie per bigamia, ma immediatamente ai media tedeschi arrivò la smentita che quello con Wess era stato solo una sorta di nodo d'amore; sette giorni dopo era comunque già tutto finito tra la star e Wess.
Nel 2004 l'attore tornò in Austria e, smentendo le sue difficoltà economiche, andò a vivere con la madre malata, fino al decesso di quest'ultima, avvenuto per strada nel 2009 mentre lui era in una clinica di Salisburgo. Intervistato da Bild nella primavera 2010, Berger dichiarò che gran parte delle produzioni cinematografiche italiane non avevano versato i contributi che gli avevano però vilmente sottratto, e che invece di milioni l'Italia gli riconosceva soltanto 200 euro al mese come pensione; tuttavia l'attore, all'estero, continuò a lavorare fino al 2020. Nell'occasione, Berger ammise di aver speso più di quanto avesse guadagnato durante la sua carriera, lamentando appunto il mancato versamento dei contributi da parte dei suoi datori di lavoro.
Possedeva una collezione di opere d'arte, andata distrutta in un incendio. 

## Filmografia

Un primo piano di Berger in La caduta degli dei

Helmut Berger nei panni di Alberto Finzi-Contini ne Il giardino dei Finzi-Contini (1970)

### Cinema
- La strega bruciata viva, episodio di Le streghe, regia di Luchino Visconti (1967)
- I giovani tigri, regia di Antonio Leonviola (1968)
- Sai cosa faceva Stalin alle donne?, regia di Maurizio Liverani (1968)
- La caduta degli dei, regia di Luchino Visconti (1969)
- Il dio chiamato Dorian, regia di Massimo Dallamano (1970)
- Il giardino dei Finzi Contini, regia di Vittorio De Sica (1970)
- Il bel mostro (Un beau monstre), regia di Sergio Gobbi (1971)
- Una farfalla con le ali insanguinate, regia di Duccio Tessari (1971)
- Ludwig, regia Luchino Visconti (1973)
- La colonna infame, regia di Nelo Risi (1973)
- Così bello così corrotto così conteso, regia di Sergio Gobbi (1973)
- Mercoledì delle ceneri (Ash Wednesday), regia di Larry Peerce (1973)
- Il girotondo dell'amore (Reigen), regia di Otto Schenk (1973)
- Gruppo di famiglia in un interno, regia di Luchino Visconti (1974)
- La testa del serpente (El clan de los immorales), regia di José Gutiérrez Maesso (1974)
- Una romantica donna inglese (The Romantic Englishwoman), regia di Joseph Losey (1975)
- Salon Kitty, regia di Tinto Brass (1975)
- La belva col mitra, regia di Sergio Grieco (1977)
- L'alba dei falsi dei, regia di Duccio Tessari (1978)
- Il grande attacco, regia di Umberto Lenzi (1978)
- Eroina, regia di Massimo Pirri (1980)
- Mia moglie è una strega, regia di Castellano e Pipolo (1980)
- Die Jäger, regia di Károly Makk (1982)
- Victoria! La gran aventura de un Poble, regia di Antoni Ribas (1982)
- Femmes de Tana Kaleya (1983)
- Insel der Wollust, regia di Tana Kaleya (1983)
- Victoria! 2: El Frenesi del 17, regia di Antoni Ribas (1983)
- Il grande trasporto (Veliki transport), regia di Veljko Bulajić (1983)
- Victoria! 3: La Razón y el Arrebato, regia di Antoni Ribas (1984)
- Code Name: Emerald, regia di Jonathan Sanger (1985)
- I violentatori della notte, regia di Jesús Franco (1988)
- La Puritana, regia di Ninì Grassia (1989)
- Il padrino - Parte III (The Godfather: Part III), regia di Francis Ford Coppola (1990)
- Adelaide, regia di Lucio Gaudino (1992)
- Ludwig 1881, regia di Donatello Dubini e Fosco Dubini (1993)
- L'ombra del faraone (L'Ombre du pharaon), regia di Souheil Ben-Barka (1996)
- Last Cut - Ultimo taglio, regia di Marcello Avallone (1997)
- Die 120 Tage von Bottrop, regia di Christoph Schlingensief (1997)
- Sotto le palme, regia di Miriam Kruishoop (1999)
- Zapping Alien, regia di Vitus Zeplichal (2002)
- Honey Baby, regia di Mika Kaurismäki (2003)
- Iron Cross, regia di Joshua Newton (2008)
- Blutsfreundschaft, regia di Peter Kern (2009)
- Mörderschwestern, regia di Peter Kern (2010)
- Il violinista del diavolo (The Devil's Violinist), regia di Bernard Rose (2013)
- Saint Laurent, regia di Bertrand Bonello (2014)
- Helmut Berger, actor (documentario), regia di Andreas Horvath (2015)
- Timeless, regia di Alexander Tuschinski (2016)
- Helmut Berger, My Mother and Me (documentario), regia di Valesca Peters (2019)
- Liberté, regia di Albert Serra (2019)

### Televisione
- La lunga notte di Entebbe (Victory at Entebbe), regia di Marvin J. Chomsky - film TV (1976)
- Le rose di Danzica, regia di Alberto Bevilacqua, serie TV di due puntate (1979)
- Il ritorno di Simon Templar (Return of the Saint) – serie TV, episodio 1x19 (1979)
- Fantômas, regia di Claude Chabrol e Juan Luis Buñuel – miniserie TV (1980)
- Dynasty – serie TV, 11 episodi (1983-1984)
- Skipper – serie TV (1984)
- I promessi sposi, regia di Salvatore Nocita – miniserie TV (1989)
- Boomtown, regia di Christoph Schrewe – film TV (1993)
- L'Affaire Dreyfus, regia di Yves Boisset – film TV (1995)
- Teo, regia di Cinzia TH Torrini – film TV (1996)
- Damals warst Du still – Die Stimmen III – serie TV (2005)

## Teatro
- Liberté di Albert Serra, prima alla Volksbühne di Berlino il 22 febbraio 2018.

## Libri
- Helmut Berger - Ein Leben in Bildern, Schwarzkopf + Schwarzkopf (novembre 2012)
- Helmut Berger (con Holde Heuer), Ich. Die Autobiographie, Ullstein, Monaco 1998.

## Riconoscimenti
- Golden Globe
  - 1970 – Candidatura al miglior attore debuttante per La caduta degli dei
- David di Donatello
  - 1973 – David di Donatello speciale all'interpretazione per Ludwig
- Festival Lumière de Lyon
  - 2011 – Premiato per La médaille de le Ville[12]
- Febiofest
  - 2011 – Premio alla carriera

## Doppiatori italiani
Nelle versioni in italiano delle opere in cui ha recitato, Helmut Berger è stato doppiato da:
- Giancarlo Giannini in La caduta degli dei, Il bel mostro, Una farfalla con le ali insanguinate, Ludwig, Così bello così corrotto così conteso, Mercoledì delle ceneri
- Pino Colizzi in I giovani tigri, Il dio chiamato Dorian, La testa del serpente
- Roberto Del Giudice in Il giardino dei Finzi Contini, Il padrino - Parte III
- Sergio Di Stefano in Mia moglie è una strega, Dynasty
- Stefano Satta Flores in Sai cosa faceva Stalin alle donne?
- Adalberto Maria Merli in Gruppo di famiglia in un interno
- Cesare Barbetti in Una romantica donna inglese
- Gigi Proietti in Salon Kitty
- Corrado Pani in La belva col mitra
- Sergio Graziani in Il grande attacco
- Ivo De Palma in I violentatori della notte
- Romano Ghini in I promessi sposi
- Leslie La Penna in Il violinista del diavolo